# Cantonul Strasbourg-5
Cantonul Strasbourg-5 este un canton din arondismentul Straatsburg-Stad, departamentul Bas-Rhin, regiunea Alsacia, Franța.